# Joaquín Guzmán Loera
Joaquín Archivaldo Guzmán Loera (La Tuna, Sinaloa, 4 de abril de 1957) más conocido por su apodo, El Chapo, es un exnarcotraficante mexicano que se desempeñó como líder del Cártel de Sinaloa hasta su extradición a Estados Unidos en 2017. Después del arresto de Osiel Cárdenas, del Cártel del Golfo, en marzo de 2003, Joaquín Guzmán se convirtió en el mayor traficante de drogas de México. En 1993 fue detenido en el Departamento de San Marcos, Guatemala y trasladado a México, pero ocho años después escapó de la prisión de máxima seguridad de Puente Grande, en Jalisco. Se convirtió en el segundo hombre más buscado por el FBI y la Interpol, después de Osama Bin Laden. Tras la muerte de este último en 2011, el ranking de Los nuevos 10 más buscados, que se elaboró a partir de una lista realizada por la revista Forbes, colocó en primer lugar a "El Chapo" Guzmán, a quien lo calificó como un hombre «implacable y determinado». Esta misma revista calculó su fortuna en casi cinco mil millones de dólares. En 2013, se le colocó en el lugar 67 entre las personas más poderosas del mundo. Admitió haber asesinado entre 5000 y 10000 personas, entre las que se encontraba Ramón Arellano Félix.
El 22 de febrero de 2014, el presidente de México, Enrique Peña Nieto, confirmó que Guzmán había sido capturado en un operativo conjunto. Finalmente, el 11 de julio de 2015 habría de fugarse nuevamente, solo que esta vez sería del penal de máxima seguridad de El Altiplano, ubicado en Almoloya, Estado de México. La Comisión Nacional de Seguridad (CNS) confirmó posteriormente que Guzmán era el único que habría logrado fugarse dos veces de un penal de máxima seguridad. El 8 de enero de 2016, el presidente Enrique Peña Nieto confirmó que Guzmán había sido nuevamente capturado. Fue extraditado por avión a Estados Unidos el 19 de enero de 2017. Después de ser extraditado, primeramente fue encarcelado en el Centro Correccional Metropolitano de Nueva York. Actualmente se encuentra en ADX Florence, prisión a la cual fue trasladado después de ser sentenciado. El juicio, que debía celebrarse en Nueva York el 1 de abril y después en septiembre de 2018, se inició el 5 de noviembre de 2018 y concluyó con una sentencia condenatoria en la que se le declaró culpable de los diez delitos imputados el 12 de febrero de 2019, con una sentencia a cadena perpetua más 30 años de prisión, dictada el 17 de julio de ese mismo año.

## Biografía
Joaquín Guzmán Loera nació en La Tuna, Badiraguato, Sinaloa, México. La fecha de su nacimiento es discutida, se cree que fue el 25 de diciembre de 1954, mientras otros señalan el 4 de abril de 1957. Sus padres eran Emilio Guzmán Bustillos y María Consuelo Loera Pérez.
Su padre era un gomero, un campesino que sembraba opio, el cual todavía (2015) sigue siendo el único producto sembrado en Badiraguato. Además, Guzmán tiene dos hermanas menores, Armida y Bernarda, y cuatro hermanos menores: Miguel Ángel, Aureliano, Arturo y Emilio. Tenía tres hermanos mayores no identificados que al parecer murieron de causas naturales cuando eran jóvenes. 
Pocos detalles se conocen de la infancia de Guzmán. En esa época, la escuela más cercana a Badiraguato estaba a 60 km de distancia, a la cual Guzmán asistía junto con sus hermanos hasta que la abandonaron para trabajar en un puesto de naranjas. Guzmán, a los 15 años, empezó a sembrar marihuana que para entonces se volvía rentable vender en Culiacán por medio de su tío Pedro Avilés Pérez. Para ese entonces obtuvo el sobrenombre el Chapo, por su baja estatura.
Durante 1980, Guzmán trabajó con Miguel Ángel Félix Gallardo (también conocido como El Padrino), el principal narcotraficante de cocaína en México durante esa época. En 1989 Gallardo, líder del entonces Cártel de Guadalajara, fue detenido y procesado. Los hermanos Arellano también trabajaban para Gallardo, y dados los conflictos que se generaron entre ambos nombres el Cártel de Guadalajara se dividió y Joaquín Guzmán se trasladó a Culiacán, fundando el Cártel de Sinaloa y consolidándose como el líder del narcotráfico en México. Por su parte, los hermanos Arellano Félix se infiltraron en Baja California y crearon el Cártel de Tijuana.
Con los años, ambos cárteles desarrollaron una profunda rivalidad, la cual alcanzó uno de sus puntos más violentos el 24 de mayo de 1993, cuando ambos cárteles protagonizaron un mortal tiroteo en el Aeropuerto Internacional de Guadalajara, donde una de las siete víctimas fue el cardenal Juan Jesús Posadas Ocampo.
Su esposa  es Emma Coronel Aispuro (2007), una exreina de la belleza de Durango, sobrina de su antiguo socio Ignacio «Nacho» Coronel, quien falleció en 2010 en un operativo militar en Zapopan, Jalisco. El padre de Emma Coronel fue detenido por la Policía Federal en Agua Prieta, Sonora, acusado de delitos contra la salud (narcotráfico) a fines de abril de 2015, casi tres meses después de aparecer en la lista negra del Departamento del Tesoro de Estados Unidos. Guzmán y su esposa tienen dos hijas gemelas nacidas en agosto de 2011 en Los Ángeles, California, María Joaquina y Emali Guadalupe. En las audiencias celebradas en Estados Unidos tras la deportación de Guzmán, Emma Coronel estuvo sentada en primera fila.
Se le conocen otros dos matrimonios: con Alejandrina María Salazar Hernández (1977), con la que tuvo 4 hijos (César, Alejandrina Gisselle, Iván Archivaldo y Jesús Alfredo) y Griselda López Pérez, conocida también como Karla Pérez Rojo, con quien tuvo otros 4 hijos: Joaquín, Édgar, Ovidio y Griselda Guadalupe.

## Trayectoria criminal

### Primera captura y fuga (1993)
El 9 de junio de 1993, Joaquín Guzmán fue capturado en la frontera de Guatemala con México, cerca de Ciudad Cuauhtémoc, Chiapas. Fue entregado por las autoridades guatemaltecas a la Procuraduría General de la República, que entonces estaba bajo la titularidad de Jorge Carpizo MacGregor, para luego ser trasladado al Centro Federal de Readaptación Social No. 1. Permaneció en dicho reclusorio hasta el 22 de noviembre de 1995, cuando fue trasladado al penal de máxima seguridad de Puente Grande, Jalisco. Uno de los participantes de la captura de Guzmán fue Otto Pérez Molina, futuro presidente de Guatemala (2012-2015), quien en ese entonces era integrante del departamento de inteligencia militar. Según testimonios mientras estuvo en Puente Grande se refieran a él como El Jefe, Don Joaquín y Señor, también tenía privilegios como un teléfono móvil y recibir prensa, y pasó de tener una educación inconclusa casi analfabeta a terminar bachillerato para ser "intelectual"; también era considerado "humanitario" por el hecho de que despreciaba el maltrato de presos.
El 18 de enero de 2001, con poco menos de 9 años de reclusión, Joaquín Guzmán se escapó del penal del Puente Grande escondido en un carro de lavandería. Posteriormente se determinaría que en su fuga participaron 71 personas, entre ellas 15 funcionarios del sistema penitenciario.
El 8 de mayo de 2008, uno de sus hijos, Edgar Guzmán, fue asesinado en Culiacán debido a disputas entre el cartel de Loera y otros. En septiembre de ese mismo año, el gobierno de Estados Unidos solicitó la captura y extradición de Joaquín Guzmán para enfrentar cargos de lavado de dinero y conspiración para transportar cocaína, en una corte de California, por los cuales tenía un proceso iniciado desde 1995.
Su prolongado periodo como fugitivo dio lugar a numerosas leyendas, reflejadas en la literatura sobre el narcotráfico.

#### Captura de familiares
La familia de Joaquín Guzmán ha sufrido ocho bajas: cuatro han sido asesinados y otros cuatro detenidos. Uno de sus hijos, Édgar Guzmán, de 22 años, fue asesinado el 8 de mayo de 2008 en un centro comercial de Culiacán. En junio de 2005, en Zapopan, Jalisco, fue detenido otro de sus hijos: Iván Archivaldo Guzmán Salazar, tras un accidente de tránsito. Se le sentenció a cinco años de prisión por lavado de dinero, aunque en abril de 2008 fue absuelto por un juez federal por falta de pruebas. El 31 de diciembre de 2004 asesinaron en el Penal de La Palma (hoy Centro Federal de Readaptación Social Número 1. Altiplano) a su hermano Arturo Guzmán Loera, quien estaba recluido desde septiembre de 2001 por ser uno de los principales operadores del Cártel de Sinaloa. También Juan Guzmán Rocha (primo de Joaquín) fue asesinado a finales de 2011, junto con su escolta José Miguel Bastidas Manjarrez, más conocido como "El Güero Bastidas".
El 11 de agosto de 2009 la Policía Federal Preventiva encontró un escondite del «Chapo» Guzmán en Durango, en el que ocultaba un arsenal, marihuana y dinero, entre otras cosas.

#### Posible presencia en Bolivia
Informes de los servicios de Inteligencia de Estados Unidos, México y Colombia aseguran que Joaquín «Chapo» Guzmán estuvo en Bolivia y que uno de sus hijos estudió pilotaje en una escuela de aviación que tiene sus oficinas en el aeropuerto El Trompillo, en Santa Cruz de la Sierra. Según esta hipótesis, se dice que padre e hijo usaron identidades falsas y se señala que el joven incluso sufrió un accidente en prácticas de vuelo.
Se tiene registro que Iván Guzman pasó clases en el aeropuerto El Trompillo con un carné falso en 2015. De Jesús Guzmán se maneja información de que estuvo en el país en 2009. También existen datos de la presencia de los hijos del Chapo Guzmán mucho antes. Se rumorea que uno de ellos tuvo un accidente en octubre de 2009, pero en los registros oficiales solo figura el siniestro de un avión militar, en el que murieron sus dos ocupantes. En noviembre y diciembre del mismo año, hubo dos percances de avionetas en Cochabamba. Ninguna figuraba como nave de instrucción de vuelo. Dos de los hijos del narcotraficante mexicano Joaquín "Chapo" Guzmán entraron a Bolivia con documentos falsos. Jesús Alfredo Guzmán, estuvo en Bolivia en 2011 mientras que Iván Archivaldo Guzmán Salazar, en 2016, ambos tomaron clases de pilotaje aéreo. Se desconoce si Ovidio Guzmán, otro de los hijos del narcotraficante mexicano, estuvo en territorio boliviano. Iván Guzmán estuvo bajo la protección del líder del MAS, e incluso encontraron credenciales con su nombre para el ingreso a la Asamblea Legislativa Plurinacional en La Paz.
Acorde con un testimonio de un piloto que supuestamente habría cursado junto a Iván Archivaldo, pasó tres meses de clases junto a otros y fue tratado como igual. El único privilegio que tenía era volar a la hora que él determinara, pues habían pagado el curso por adelantado. Se cree que, durante el tiempo que vivieron en dicho país, ‘Los Chapitos’ hicieron negocios con funcionarios bolivianos corruptos.

#### Recompensas
Por ser uno de los más buscados, el gobierno de México mediante la Procuraduría General de la República (PGR) ofrecía una recompensa de 60 millones de pesos, y el gobierno estadounidense 7 millones de dólares, a quien proporcionare información valiosa para la ubicación y detención de Joaquín Guzmán Loera, Juan José Esparragoza Moreno e Ismael Zambada García.

#### Posición enForbes
La revista Forbes, enfocada a los negocios y famosa por sus listas sobre las personas más influyentes, poderosas y millonarias del mundo, ha puesto al chapo dentro de ellas, pero ha tenido dificultades al intentar aproximarse a su fortuna. En el año 2009 se le integró a The World's Billionaires List ("Lista mundial de multimillonarios") en el lugar 701, con el mínimo de riqueza necesaria para aparecer, "mil millones de dólares". Durante los años 2010 y 2011 permaneció en la lista, pero ubicado en lugares inferiores, 937 y 1140, respectivamente.
En cuanto a la lista de las personas más influyentes, Guzmán se encontró en el lugar 60, en 2010, y 55, en 2011. Con estos resultados, estuvo en posiciones más importantes que, por ejemplo, Yoshihiko Noda, primer ministro japonés, o Tim Cook, CEO de Apple.

### Segunda captura y fuga (2014)
El 22 de febrero de 2014, el «Chapo» Guzmán fue detenido por elementos de la Marina Armada de México, a las 6:40 horas (UTC/GMT -7), en Mazatlán, Sinaloa. En la captura ayudaron elementos de la DEA y los Marshalls de Estados Unidos. La confirmación de la captura fue dada por el presidente Enrique Peña Nieto a través de un mensaje de Twitter.

#### Implicación en el caso Camarena
El 10 de marzo de 2014, ya con Guzmán detenido, el jefe de seguridad de Miguel Ángel Felix Gallardo relató ante autoridades de Estados Unidos que Guzmán Loera había participado, junto con agentes de la extinta Dirección Federal de Seguridad, en el secuestro del agente de la DEA Enrique Camarena Salazar cuando el primero era pistolero del Cártel de Guadalajara. Dicha información fue corroborada por el exagente de la DEA Héctor Berrellez, el encargado de la investigación del caso. Berrellez también declaró que Guzmán Loera forjó una alianza con Los Zetas, la cual se había disuelto luego de que este grupo pactó una alianza con el Cartel de los Beltrán Leyva y de que una célula suya participó en la muerte del hijo del «Chapo» Édgar Guzmán López, asesinado en 2008.

#### Planificación y fuga
En julio de 2014, Loera, junto con Édgar Valdez Villarreal, trató de fomentar una huelga de hambre en el penal. En febrero de 2015 se hizo público un manuscrito de once páginas donde se denunciaban malos tratos, hacinamiento, condiciones de insalubridad en celdas y en los alimentos que recibían. Entre los firmantes llamaba la atención que estaban Loera y sus antiguos capos enemigos, ambos casos teóricamente imposibles al estar en áreas distintas sin posibilidad de comunicación.
La noche del 11 de julio de 2015, el «Chapo» Guzmán volvió a fugarse y la noticia fue dada a conocer por la prensa mexicana en la madrugada del 12 de julio. Se dijo que la fuga ocurrió alrededor de las 9 de la noche. A las 20:52 horas del día, en el Sistema Permanente de Videovigilancia del Centro Federal de Readaptación Social n.º 1, más conocido como "El Penal de Almoloya", se observó que Joaquín Guzmán Loera se aproximó al área de la regadera dentro de la estancia 20 del pasillo 2, donde un pequeño de muro en la regadera provoca un punto ciego exactamente donde se localizó la entrada del túnel. Al prolongarse la no visibilidad del interno, se ingresó a la celda, la cual se encontraba vacía, por lo que de inmediato se emitió la alerta correspondiente por evasión del mencionado recluso.
Las autoridades lanzaron un operativo de búsqueda en la zona y las carreteras de los estados circunvecinos cerraron temporalmente, así como el Aeropuerto Internacional de Toluca. Además, se dice que el "Chapo" disfrutaba de privilegios tales como: "corte de cabello", ya que todos los presos estaban rapados y él no, visitas de su esposa Emma Coronel, con su madre e hijas, y también visitas de larga duración por parte de la diputada Lucero Guadalupe Sánchez.

#### Escapa herido
El 16 de octubre de 2015, el «Chapo» Guzmán volvió a escapar de su recaptura y fue herido, siendo confirmada la noticia por CNN. En un comunicado, el gabinete de seguridad informó que Guzmán Loera no había sido herido durante el enfrentamiento, sino en "una huida precipitada" mientras era perseguido por fuerzas federales.
"Como consecuencia de estas acciones y para evitar su aprehensión, en días recientes el prófugo realizó una huida precipitada, que de acuerdo con la información recabada, le causó lesiones en una pierna y en el rostro", se indicaba en el comunicado.

### Tercera captura, extradición y juicio (2016-2019)
El 8 de enero de 2016, a través de Twitter, el presidente mexicano Enrique Peña Nieto informaba que Joaquín Guzmán Loera había sido capturado por tercera vez en un operativo de la marina Mexicana en la ciudad de Los Mochis, Sinaloa. En el operativo murieron cinco defensores del narcotraficante y seis más resultaron heridos. Ese mismo día se informó a medios nacionales e internacionales que Joaquín volvería a la cárcel de "El Altiplano", de la cual se había fugado 181 días antes.

#### Extradición a Estados Unidos

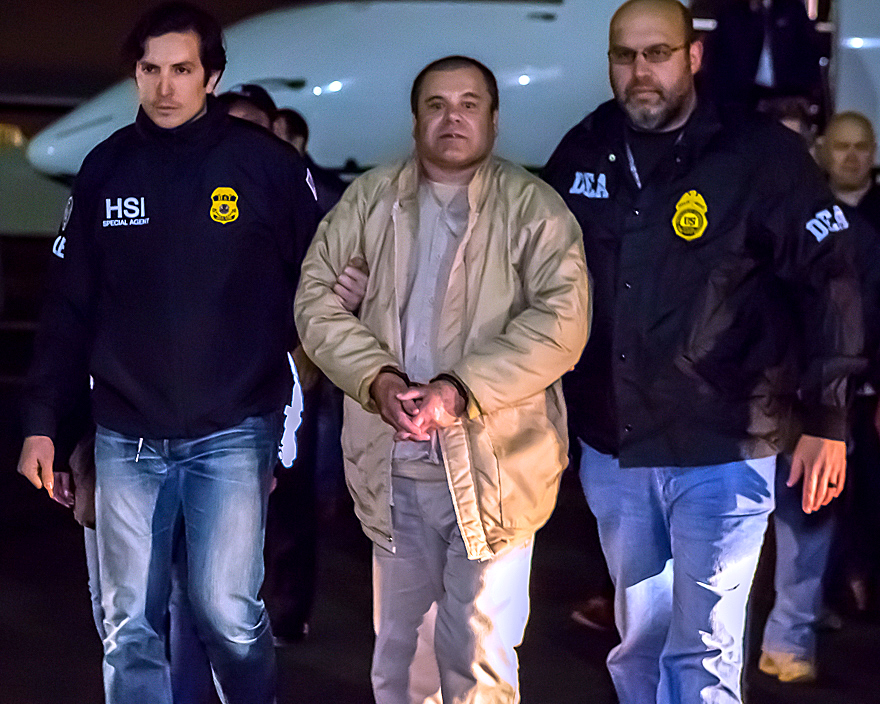
El Chapo a su llegada a los Estados Unidos.

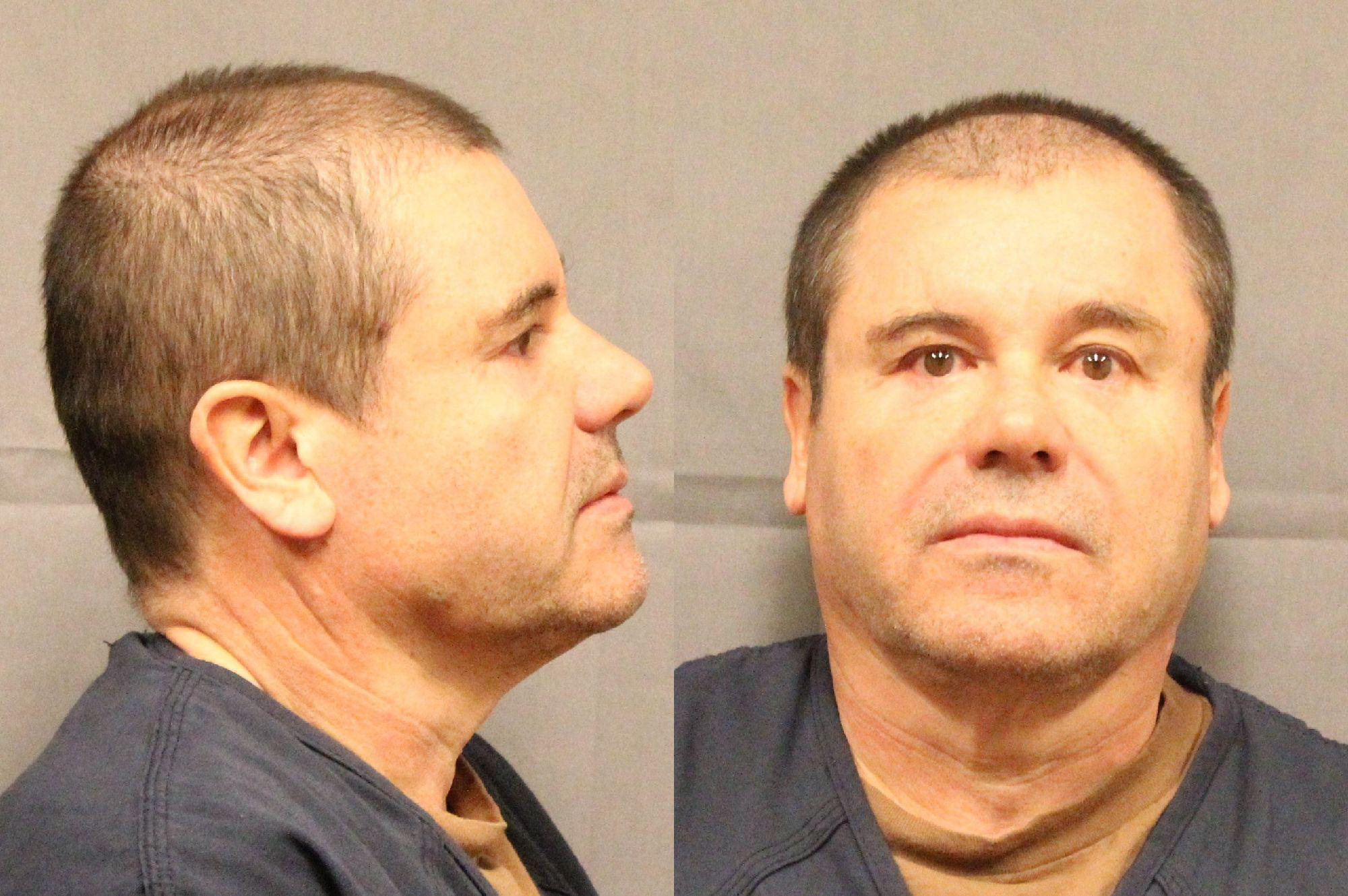
El Chapo de perfil y de frente. Las fotos fueron tomadas poco después de que llegara a Estados Unidos.

Joaquín Guzmán Loera fue extraditado a Nueva York el 20 de enero de 2017 para hacer frente a cargos por narcotráfico como jefe del Cártel de Sinaloa tras una batalla legal de casi un año, pese a que un tribunal mexicano consideró ilegal enviarlo a Estados Unidos. También le reclamaban los estados de Texas, California, Arizona, Illinois y Florida. Aún tiene imputaciones en México. Dado su historial de fugas permaneció detenido bajo aislamiento en el Centro Correccional Metropolitano de Nueva York, una cárcel federal en el distrito de Manhattan.

#### Juicio
El juicio contra Guzmán comenzó el 5 de noviembre de 2018. Se pospuso en dos ocasiones por alegatos de la defensa en audiencias previas argumentando su estricto confinamiento o por las medidas extremas que estaban previstas para su traslado al tribunal. El juicio inicialmente estaba previsto que iniciara en abril de 2018 y posteriormente en septiembre de ese año.
El proceso judicial fue presidido por el juez Brian Cogan, quien decidió como parte de las medidas de seguridad que los nombres del jurado no se harían públicos. Cogan estimó que el proceso, donde debería analizar unas 300.000 páginas de evidencia, duraría unos cuatro meses.
Al frente del grupo de fiscales estaba la abogada de origen argentino Andrea Goldbarg. La fiscalía se negó a revelar la identidad de sus testigos, entre los que se encontraban antiguos colaboradores de Guzmán vinculados a su red de narcotráfico o antiguos rivales.
La defensa de Guzmán estuvo encabezada por el abogado neoyorquino Jeffrey Lichtman y Eduardo Balarezo, nacido en Ecuador.
Todos los cargos estaban relacionados con la distribución de droga, incluyendo blanqueo de dinero y porte de armas, desde el imperio que construyó como líder del Cártel de Sinaloa, considerado todavía por Estados Unidos como una de las mayores amenazas para el país, según la DEA. La fiscalía consideraba que Guzmán dirigió el Cártel durante dos décadas. La DEA identificó como sus líderes, además de Guzmán Loera, a Ismael «El Mayo» Zambada García, capturado en Texas en 2024, y Rafael Caro Quintero, capturado en 2022, además de Dámaso López Núñez, extraditado a Estados Unidos en 2018.
El primer testigo de cargo fue el arrepentido Jesús «Rey» Zambada García, hermano de Ismael «Mayo» Zambada García, quien en su declaración el 15 y 16 de noviembre de 2018 describió cómo cada mes Guzmán le pagaba unos 300.000 dólares para sobornar a los jefes de la procuraduría (departamento de justicia) de México, a policías judiciales, estatales, locales y de carreteras, incluida la Interpol, apuntando que «era la manera de proteger nuestros movimientos». En una ocasión el Chapo le indicó que le entregara 100.000 dólares «y un abrazo» al general Toledano, con mando en Guerrero.
Un programa informático que Guzmán Loera encargó al informático colombiano Cristian Rodríguez para espiar a su esposa y sus dos amantes fue clave para que el FBI pudiera intervenir sus conversaciones. Rodríguez acabó colaborando con el FBI, según se informó en el juicio, y logró que los datos de las comunicaciones encriptadas pasaran de Canadá a los Países Bajos, con leyes de protección más laxas, donde el FBI contó con la colaboración de la policía neerlandesa.

#### Sentencia
El 17 de julio de 2019 Joaquín Guzmán Loera fue condenado a cadena perpetua por delitos de narcotráfico, más 30 años por violencia con armas y otros 20 por lavado de activos. En 2022, Guzmán Loera habría presentado una solicitud para anular su sentencia, solicitando también un nuevo juicio; argumentando que se le "negó el derecho a la asistencia efectiva de un abogado".

## Red de empresas relacionadas
Algunas de las empresas vinculadas con Guzmán Loera fueron señaladas por el Departamento del Tesoro de Estados Unidos por formar parte de su red criminal. Estas son algunas de ellas:
- Luzaair, S.A. de C.V. (Distrito Federal).
- JR Controladora de Restaurantes, S.A. de C.V. (Distrito Federal).
- Genética Import-Export, S.P.R. de R.L. de C.V. (Baja California).
- Espinosa, Montenegro y Asociados S.A. de C.V. (Distrito Federal).
- Autoservicios Sandalios, S.A. de C.V. (Baja California).
- Circuito Electrónico, S.A. de C.V. (Baja California).
- Desarrollos Turísticos Fortia, S.A. de C.V. (Jalisco).
- Grupo FyF Medical International de Equipo (Distrito Federal).
- Grupo Comercial San Blas, S.A. de C.V. (Distrito Federal).
- Mantenimiento, Aeronáutica, Transporte y Servicios Aéreos, S.A. de C.V. (Toluca, Edo de México).
- Audio Alarmas, S.A. de C.V. (Guadalajara).
- Tecnología Óptima Corporativa, S. de R.L. de C.V. (Jalisco).
- Desarrollos Inmobiliarios Citadel (Jalisco).
- La número uno de Cuauhtémoc, S.A. de C.V. (Distrito Federal).
- Club Deportivo Ojos Negros, A.C. (Baja California).
- Dispositivos Industriales Dinámicos S.A. de C.V. (Puebla).
- Genética Ganadera Rancho Alejandra, S.P.R. de R.L. de C.V. (Baja California).
- Grupo Horta Zavala, S.A. de C.V. (Baja California).
- Capacitación Aeronáutica Profesional, S.C. (Cuernavaca).
- El Palomar Car Wash, S.A. de C.V. (Jalisco).
- Scuadra Fortia, S.A. de C.V. (Tonalá)
- Aero Express Intercontinental, S.A. de C.V. (Distrito Federal).
- Florbel Operadora de Restaurantes, S.A. de C.V. (Distrito Federal).
- Promocionales Citadel, S.A. de C.V. (Zapopan, Cancún y Distrito Federal).
- Grupo Cristal Corona, S.A. de C.V. (Distrito Federal).
- Basaltos Tonalá, S.A. de C.V. (Tonalá).
- Desarrollo Arquitectónico Fortia, S.A. de C.V. (Zapopan y Cancún).
- Lorena de Mar, S.A. de C.V. (Distrito Federal).
- Copy Red, S.A. de C.V. (Baja California).
- Geofarma, S.A. de C.V. (Distrito Federal).
- Unión Abarrotera de Jalisco, S.C. de R.L de C.V. (Jalisco).
- Fortia Baja Sur, S.A. de C.V. (Jalisco).
- Distribuidora Médica Hospitalaria S.A. de C.V. (Distrito Federal).
- Punto Farmacéutico, S.A. de C.V. (Distrito Federal).
- Tales Desarrollo, S.A. de C.V. (Distrito Federal).

## Cultura popular
Literatura
Martín Corona,el principal asesino de un cártel rival de Sinaloa que mató por error a un sacerdote cuando apuntaba a Guzmán, publicó unas memorias reveladoras tituladas Confesiones de un sicario del cártel en 2017.
Música
Varios narcocorridos mexicanos narran las hazañas de Guzmán y su organización. Además, algunos artistas estadounidenses han realizado canciones con referencias a Guzmán, como los raperos Uncle Murda, Skrillex, YG, Gucci Mane  y The Game.
Televisión
En 2017, Netflix y Univision comenzaron a coproducir la serie El Chapo sobre la vida de Guzmán.  La serie se estrenó el domingo 23 de abril de 2017 y fue seguida por un show posterior en Facebook Live de 20 minutos titulado "El Chapo Ilimitado". 
Guzmán también es interpretado por Alejandro Edda en la serie de televisión de Netflix Narcos: México.